# Коулпорт (Пенсилванија)
Коулпорт (енгл. Coalport) град је у америчкој савезној држави Пенсилванија.

## Демографија
По попису из 2010. године број становника је 523, што је 33 (6,7%) становника више него 2000. године.
| Група             | 2000.       | 2010.       |
| Белци             | 483 (98,6%) | 509 (97,3%) |
| Афроамериканци    | 0 (0,0%)    | 0 (0,0%)    |
| Азијати           | 5 (1,0%)    | 1 (0,2%)    |
| Хиспаноамериканци | 1 (0,2%)    | 3 (0,6%)    |
| Укупно            | 490         | 523         |